# Kolonat
Kolonat (z łac. colonatus – stan wieśniaczy) – system eksploatacji ziemi, który wykształcił się w I wieku w cesarstwie rzymskim. Początkowo rozwijał się on przede wszystkim w Italii, z czasem rozpowszechnił się także w innych, głównie zachodnich prowincjach Imperium. W kolonacie osobiście wolni chłopi (kolonowie) dzierżawili od wielkich właścicieli ziemskich działki, oddając za ich użytkowanie czynsz w naturze lub pieniądzu. Problemy z opłacaniem czynszów sprawiały, że kolonowie popadali w coraz większą zależność od latyfundystów, która z czasem przybrała formę rzeczywistego poddaństwa.
Od III w. n.e. kolonat objął także wolnych chłopów, których działki graniczyły z latyfundiami. W okresie rozprężenia państwa szukali oni ochrony (łac. patrocinium) u wielkich panów. W zamian za nią oddawali latyfundystom swoją ziemię, którą następnie otrzymywali w dzierżawę na prawach kolonatu.   
Rozwój rzymskich latyfundiów szedł w parze z ich uniezależnianiem się od władzy państwowej. Właściciele kompleksów dóbr od III w. coraz częściej uzyskiwali wyłączenie z administracji municypalnej, powszechnego sądownictwa i systemu podatkowego. W efekcie pogłębiało się uzależnienie kolonów od latyfundystów, a struktury państwowe traciły kontakt z podstawową warstwą ludności. Władcy późnego cesarstwa nie walczyli skutecznie z tymi tendencjami. Przeniesienie obowiązku poboru podatków i wyznaczania rekrutów na latyfundystów skłaniało nawet imperatorów do zwiększania zależności kolonów. Zgodnie z konstytucją Konstantyna I Wielkiego z 332 zostali oni przypisani do ziemi (glebae adscripti) – zabroniono im opuszczania gospodarstw bez zgody właścicieli włości. Następni cesarze jeszcze bardziej rozbudowywali tę zależność. Kolonowie traktowani byli jako własność, "jakby niewolnicy" (quasi servi), "niewolnicy samej ziemi" (servi terrae ipsius). Brak możliwości wyzwolenia stawiał kolonów pod tym względem w położeniu gorszym od niewolników.
Gwałtowny rozwój kolonatu, a tym samym wielkiej własności ziemskiej w ostatnich wiekach istnienia Imperium uważany jest za jedną z przyczyn jego upadku. W dalszej perspektywie kolonat wywarł także wyraźny wpływ na rozwój nowego systemu społecznego – feudalizmu.